# Airds, New South Wales
Airds este o suburbie în Sydney, Australia.